# 謙榮
宗室謙榮（1867年2月10日—1873年7月14日，同治六年正月初六日丑時—同治十二年六月二十日子時），正紅旗滿洲人，遠支宗室正紅旗第一族毓字輩，鎮國將軍春益獨子，清朝官員、將領。封爵三等輔國將軍。

## 生平
同治九年（1870年）十月，父春益去世。十年（1871年）四月初九日，經宗人府奏請帶領引見，謙榮以五歲幼齡承襲爵位，降襲三等輔國將軍。
十二年（1873年）六月二十日，卒，年七歲。
十三年（1874年）十月，因無子嗣能夠承襲爵位，取消襲爵，誥命被追回、送交內閣。十月三十日，上諭賞給生母黃佳氏終生鎮國將軍半俸。

## 家庭及關聯
- 十一世祖父：清太祖（1559年—1629年）。
- 十一世祖母：清太祖元妃佟佳氏（1560年—1592年）。
- 十世祖父：禮烈親王代善（1583年—1648年），清太祖皇次子，功封禮親王，諡烈。
- 十世祖母：葉赫那拉氏，葉赫西城貝勒布寨之女，代善繼福晉。
- 九世祖父：穎毅親王薩哈璘（1604年—1636年），功封貝勒，管理禮部，追封穎親王，諡毅。
- 九世祖母：烏拉那拉氏，烏拉貝勒布占泰之女，薩哈璘嫡福晉。
- 八世祖父：順承恭惠郡王勒克德渾（1629年—1652年），薩哈璘次子，功封順承郡王，管理刑部，諡恭惠。
- 八世祖母：噶爾扎氏，公爵祜里泰之女，勒克德渾側福晉。
- 七世祖父：順承忠郡王諾羅布（1650年—1717年），勒克德渾三子，襲封順承郡王，官至杭州將軍，諡忠。
- 七世祖母：石氏，石達之女，諾羅布側福晉。
- 六世祖父：郡王品級錫保（1688年—1742年），諾羅布四子，封順承親王，官至正黃旗蒙古都統、左宗人、靖邊大將軍，因事革爵。
- 六世祖母：舒舒覺羅氏，三等侯偏圖之女，錫保嫡福晉。
- 五世祖父：順承恪郡王熙良（1705年—1744年），錫保長子，襲封順承郡王，官散秩大臣覺羅學總管，諡恪。
- 五世祖母：納喇氏，侍讀學士色爾登之女，熙良嫡福晉。
- 高祖父：順承恭郡王泰斐英阿（1728年—1756年），熙良長子，襲封順承郡王，官至正黃旗漢軍都統、左宗正，諡恭。
- 高祖母：沙濟富察氏，一等公散秩大臣傅文之女，泰斐英阿嫡福晉。
- 曾祖父：順承慎郡王恒昌（1753年—1778年），泰斐英阿四子，襲封順承郡王，諡慎。
- 曾祖母：馬佳氏，護軍校馬三泰之女，恒昌庶福晉。
- 祖父：順承簡郡王倫柱（1772年—1823年），襲封順承郡王，官宗室總族長、十五善射，諡簡。
- 祖母：馬佳氏，同知穆騰額之女，倫柱側福晉。

### 父母
- 父：春益（1817年—1870年），考封三等鎮國將軍，官佐領。
- 嫡母：黃佳氏，他訥之女，春益嫡妻。
- 生母：黃佳氏，富金布之女，春益繼妻。

謙榮無兄弟，無子嗣。